# Lyngsjö kyrkby
Lyngsjö är kyrkbyn i Lyngsjö socken i Kristianstads kommun i Skåne, belägen längs riksväg 19 mellan Kristianstad och Ystad. Ortens främsta kännetecken är medeltidskyrkan Lyngsjö kyrka. Utanför ligger Lyngsjön och Vramsån flyter förbi.
Lyngsjö hade tidigare järnvägsförbindelse via Gärds Härads järnväg (GJ), men Lyngsjö station låg långt från kyrkbyn.